# Grand Prix Kanady 1998
Grand Prix Kanady 1997 ( XXXVI. Grand Prix Air Canada), 7. závod 49. ročníku mistrovství světa jezdců Formule 1 a 41. ročníku poháru konstruktérů, historicky již 621. grand prix, se uskutečnila na okruhu Circuit Gilles Villeneuve.

## Výsledky

### Kvalifikace
| Pořadí | Číslo | Jezdec                | Konstruktér         | Čas      | Odstup |
| ------ | ----- | --------------------- | ------------------- | -------- | ------ |
| 1      | 7     | David Coulthard       | McLaren-Mercedes    | 1:18.213 |        |
| 2      | 8     | Mika Häkkinen         | McLaren-Mercedes    | 1:18.282 | +0.069 |
| 3      | 3     | Michael Schumacher    | Ferrari             | 1:18.497 | +0.284 |
| 4      | 5     | Giancarlo Fisichella  | Benetton-Playlife   | 1:18.826 | +0.613 |
| 5      | 10    | Ralf Schumacher       | Jordan-Mugen-Honda  | 1:19.242 | +1.029 |
| 6      | 1     | Jacques Villeneuve    | Williams-Mecachrome | 1:19.588 | +1.375 |
| 7      | 2     | Heinz-Harald Frentzen | Williams-Mecachrome | 1:19.614 | +1.401 |
| 8      | 4     | Eddie Irvine          | Ferrari             | 1:19.616 | +1.403 |
| 9      | 14    | Jean Alesi            | Sauber-Petronas     | 1:19.693 | +1.480 |
| 10     | 9     | Damon Hill            | Jordan-Mugen-Honda  | 1:19.717 | +1.504 |
| 11     | 6     | Alexander Wurz        | Benetton-Playlife   | 1:19.765 | +1.552 |
| 12     | 15    | Johnny Herbert        | Sauber-Petronas     | 1:19.845 | +1.632 |
| 13     | 18    | Rubens Barrichello    | Stewart-Ford        | 1:19.953 | +1.740 |
| 14     | 12    | Jarno Trulli          | Prost-Peugeot       | 1:20.188 | +1.975 |
| 15     | 11    | Olivier Panis         | Prost-Peugeot       | 1:20.303 | +2.090 |
| 16     | 21    | Toranosuke Takagi     | Tyrrell-Ford        | 1:20.328 | +2.115 |
| 17     | 17    | Mika Salo             | Arrows              | 1:20.536 | +2.323 |
| 18     | 22    | Šindži Nakano         | Minardi-Ford        | 1:21.230 | +3.017 |
| 19     | 16    | Pedro Diniz           | Arrows              | 1:21.301 | +3.088 |
| 20     | 19    | Jan Magnussen         | Stewart-Ford        | 1:21.629 | +3.416 |
| 21     | 23    | Esteban Tuero         | Minardi-Ford        | 1:21.822 | +3.609 |
| 22     | 20    | Ricardo Rosset        | Tyrrell-Ford        | 1:21.824 | +3.611 |

### Závod
| Pořadí | Číslo | Jezdec                | Konstruktér         | Kola | Čas/odstoupení | Start | Body |
| ------ | ----- | --------------------- | ------------------- | ---- | -------------- | ----- | ---- |
| 1      | 3     | Michael Schumacher    | Ferrari             | 69   | 1:40:57.335    | 3     | 10   |
| 2      | 5     | Giancarlo Fisichella  | Benetton-Playlife   | 69   | +16.662        | 4     | 6    |
| 3      | 4     | Eddie Irvine          | Ferrari             | 69   | +1:00.059      | 8     | 4    |
| 4      | 6     | Alexander Wurz        | Benetton-Playlife   | 69   | +1:03.232      | 11    | 3    |
| 5      | 18    | Rubens Barrichello    | Stewart-Ford        | 69   | +1:21.513      | 13    | 2    |
| 6      | 19    | Jan Magnussen         | Stewart-Ford        | 68   | +1 kolo        | 20    | 1    |
| 7      | 22    | Šindži Nakano         | Minardi-Ford        | 68   | +1 kolo        | 18    |      |
| 8      | 20    | Ricardo Rosset        | Tyrrell-Ford        | 68   | +1 kolo        | 22    |      |
| 9      | 16    | Pedro Diniz           | Arrows              | 68   | +1 kolo        | 19    |      |
| 10     | 1     | Jacques Villeneuve    | Williams-Mecachrome | 63   | +6 kol         | 6     |      |
| Ret    | 23    | Esteban Tuero         | Minardi-Ford        | 53   | Elektronika    | 21    |      |
| Ret    | 9     | Damon Hill            | Jordan-Mugen-Honda  | 42   | Electrical     | 10    |      |
| Ret    | 11    | Olivier Panis         | Prost-Peugeot       | 39   | Motor          | 15    |      |
| Ret    | 2     | Heinz-Harald Frentzen | Williams-Mecachrome | 20   | Vyjetí z tratě | 7     |      |
| Ret    | 7     | David Coulthard       | McLaren-Mercedes    | 18   | Plynový pedál  | 1     |      |
| Ret    | 15    | Johnny Herbert        | Sauber-Petronas     | 18   | Vyjetí z tratě | 12    |      |
| Ret    | 17    | Mika Salo             | Arrows              | 18   | Nehoda         | 17    |      |
| Ret    | 8     | Mika Häkkinen         | McLaren-Mercedes    | 0    | Převodovka     | 2     |      |
| Ret    | 10    | Ralf Schumacher       | Jordan-Mugen-Honda  | 0    | Převodovka     | 5     |      |
| Ret    | 14    | Jean Alesi            | Sauber-Petronas     | 0    | Kolize         | 9     |      |
| Ret    | 12    | Jarno Trulli          | Prost-Peugeot       | 0    | Kolize         | 14    |      |
| Ret    | 21    | Toranosuke Takagi     | Tyrrell-Ford        | 0    | Převody        | 16    |      |

## Průběžné pořadí šampionátu
Pohár jezdců
| Pořadí | Jezdec               | Body |
| ------ | -------------------- | ---- |
| 1      | Mika Häkkinen        | 46   |
| 2      | Michael Schumacher   | 34   |
| 3      | David Coulthard      | 29   |
| 4      | Eddie Irvine         | 19   |
| 5      | Giancarlo Fisichella | 13   |

Pohár konstruktérů
| Pořadí | Konstruktér         | Body |
| ------ | ------------------- | ---- |
| 1      | McLaren-Mercedes    | 75   |
| 2      | Ferrari             | 53   |
| 3      | Benetton-Playlife   | 25   |
| 4      | Williams-Mecachrome | 16   |
| 5      | Stewart-Ford        | 5    |